# Dance with Me (film 1998)
Dance with Me è un film diretto da Randa Haines e interpretato da Vanessa L. Williams e Chayanne.

## Trama
Rafael è un ragazzo cubano frutto di una breve storia avuta da sua madre Roberta, una cantante, con un uomo conosciuto su una nave da crociera dove entrambi lavoravano. Alla morte della donna Rafael scrive a suo padre che ora è proprietario di una scuola di balli da sala in Texas, per cercare un lavoro. L'uomo ancora legato al ricordo della donna della quale era innamorato e che ignora l'esistenza della sua gravidanza nascostagli dai suoi genitori che non concepivano la sua storia con una donna cubana, decide di aiutare Rafael offrendogli un lavoro come tuttofare nella sua scuola.
All'aeroporto conosce Ruby, una ballerina della scuola di ballo del padre di Rafael venuta a prenderlo. Ruby è in realtà una professionista di balli da sala vincitrice di vari premi e ritiratasi dalle gare per crescere suo figlio Peter, avuto dalla relazione con il suo partner che non si è mai occupato di lui. La donna vorrebbe riprendere a gareggiare ed infatti alterna le lezioni alla scuola agli allenamenti con un nuovo partner, con cui si prepara per un'importante competizione alla quale parteciperanno anche altri allievi della scuola però nella categoria principianti. Tra i due nasce un'amicizia che presto si trasforma in qualcosa di più profondo. Rafael non solo dimostra a Ruby di essere diverso dagli altri uomini, ma insegna a Ruby a ballare divertendosi, facendogli conoscere le usanze e il modo di ballare del suo paese.
Ruby però spaventata dal sentimento e tenendo di essere abbandonata ancora come in passato, decide di allontanarsi da Rafael per trasferirsi a Chicago e ricominciare a gareggiare in compagnia del padre di Peter rimasto senza una partner. Nel frattempo il padre di Rafael scoperta la sua vera identità e non credendo alle parole del ragazzo, decide di mandarlo via non appena finita la competizione, dove Rafael ballerà in coppia con un'allieva della scuola. In seguito però l'uomo pentitosi del suo gesto raggiunge Rafael alla competizione ed ha un colloquio chiarificatore con lui. Qui Ruby tornata a ballare col padre di Peter, un uomo egocentrico ed egoista che punta solo alla carriera ed al successo si rende conto che questi non sarà mai un buon padre per Peter e rivisto Rafael si rende conto di essere innamorata profondamente di lui.
Ruby e il suo compagno vinceranno la competizione, ma Ruby deciderà di non firmare il contratto e di tornare a ballare nella scuola con Rafael.